# 亞克托里夫
49°44′27″N 24°33′55″E / 49.74083°N 24.56528°E
亞克托里夫（烏克蘭語：Якторів），是烏克蘭西部的村莊，隸屬利維夫州的佐洛奇夫區。該村面積2.1平方公里，海拔高度279米，2017年人口402，人口密度每平方公里209.35人。